# Circus de Bath

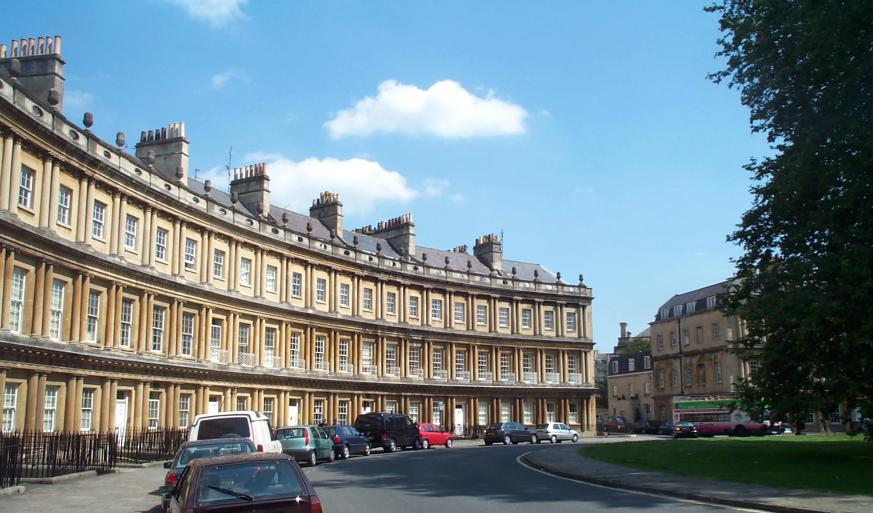
The Circus

El Circus de Bath es un famoso ejemplo de arquitectura georgiana, en la ciudad de Bath en Somerset, Reino Unido. Empezado en 1754 y completado en 1768, su nombre deriva del latín circus, que significa anillo, oval o círculo.

## Historia
El Circus consiste en un complejo residencial circular, subdividido en tres cuerpos de igual medida, con una plaza circular en el centro y un amplio espacio verde. Las tres calles de acceso, perfectamente equidistantes, apuntan cada una hacia uno de las tres cuerpos curvilíneos del complejo. Cada segmento está dividido en viviendas exactamente especulares y cada una con su propia entrada, siguiendo el estilo del Royal Crescent.
El Circus, originariamente llamado King's Circus, fue trazado por el arquitecto John Wood el Viejo. Ya que él no vivió para ver terminado su proyecto (murió tres meses después de ponerse la primera piedra), la obra pasó al hijo, John Wood el Joven, que completó el esquema de su padre. Las bases iniciales para el segmento suroeste se iniciaron entre 1755 y 1767, las del segmento sur-este entre 1762 y 1766, y aquellas para el segmento Norte entre 1764 y 1766.

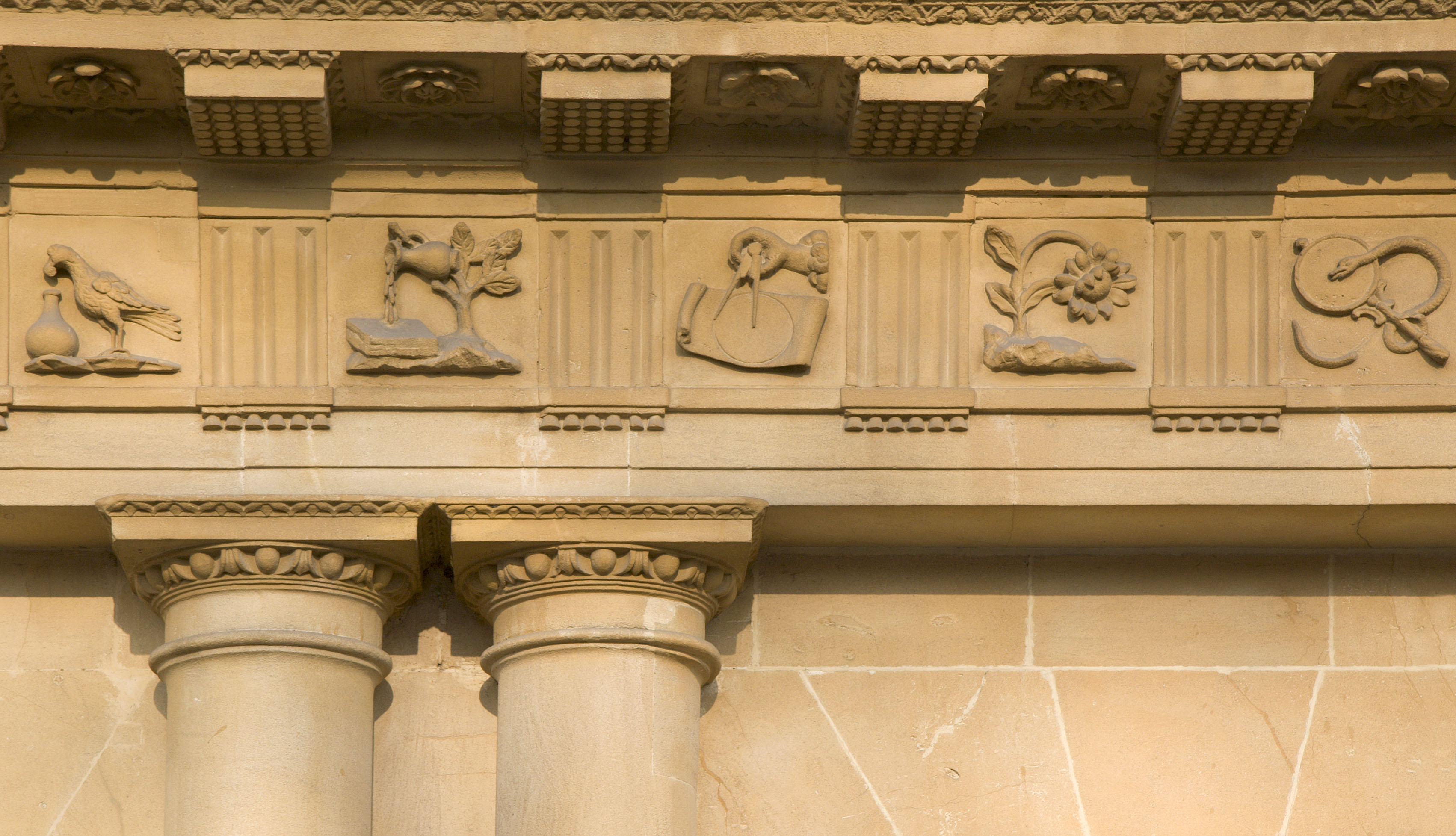
Parte del friso que muestra alternativamente los triglifos y los emblemas decorativos

El Circus forma parte de la gran "visión" de John Wood el Viejo de recrear una arquitectura clásica-palladiana para la ciudad de Bath. Observado desde el cielo forma junto con Gay Street y Queen Square la figura masónica de una llave. Otros proyectos de John Wood el Viejo incluían la mencionada Queen Square y el Forum (que no fue nunca realizado). El Circus representa el culmen de la carrera de John Wood el Viejo y se considera su obra representativa.
El área central del Circus se encontraba pavimentada originariamente en piedra, cubriendo de esta forma un tanque que abastecía de agua a las residencias. En 1800, los residentes del Circus lo transformaron en un espacio verde, que ahora ocupa un grupo de plátanos de sombra.
Durante la Segunda Guerra Mundial, en el blitz de Bath (parte del blitz de Baedeker) en 1942, una bomba cayó en el Circus, derribando diversas casas, que fueron reconstruidas fielmente en la posguerra.